# Дифузний нейтринний фон від наднових
Дифузний нейтринний фон від наднових (англ. diffuse supernova neutrino background, DSNB) — теоретична популяція нейтрино й антинейтрино, що походить від усієї сукупності наднових з колапсом ядра за всю історію Всесвіту. Хоча дифузний нейтринний фон від наднових ще не був безпосередньо виявлений, з теоретичних міркувань очікується, що він має бути ізотропним та складатися з нейтрино з типовою енергією порядку 107 еВ. Поточні зусилля з його виявлення обмежені впливом фонового шуму під час реєстрації нейтрино, тому поки що встановлені лише верхні межі на потік нейтрино від наднових. Ці межі стали суворішими в останні роки, і очікується їхнє подальше звуження завдяки майбутнім спостереженням за допомогою детекторів нового покоління. Дифузний нейтринний фон від наднових не слід плутати з нейтринним реліктовим випромінюванням (cosmic neutrino background), яке складається з реліктових нейтрино, які виникли під час Великого вибуху та мають набагато меншу енергію (від 10−4 до 10−6 еВ).

## Прогнозовані виявлення
Теоретичні передбачення дифузного нейтринного фону від наднових на Землі складні, оскільки вони залежать від багатьох параметрів і припущень, головним чином від швидкості колапсу ядра наднових та спектру нейтрино від кожної наднової. Однак, навіть враховуючи ці невизначеності, потік дифузного нейтринного фону від наднових не може бути більш ніж на порядок нижчим за поточну експериментальну межу, і тому його можна буде виявити в найближчому майбутньому.

## Спроби виявлення
За допомогою поточних детекторів важко безпосередньо виміряти дифузний нейтринний фон від наднових на енергіях порядку 106 еВ через високий фоновий сигнал від сонячних нейтрино, реакторних антинейтрино та земної радіоактивності. У результаті численні експерименти робили спроби дослідити сигнал дифузного нейтринного фону від наднових на вищих енергіях (порядку 107 еВ), щоб встановити верхню межу потоку дифузних нейтрино.

### Супер-Каміоканде
Нейтринна обсерваторія Super-Kamiokande в Японії є найбільшим водним черенковським детектором у світі. Детектор містить 50 кілотонн води, яка працює як мішень для нейтрино. Нейтрино взаємодіють з водою, й утворені в таких реакціях швидкі заряджені частинки випромінюють черенковське випромінювання, яке вимірюється тисячами фотоелектронних помножувачів, що оточують детектор. У 2003 році експеримент Супер-Каміоканде дав верхню межу потоку {\displaystyle 1.2{\bar {\nu _{e}}}\,\mathrm {cm} ^{-2}\,\mathrm {s} ^{-1}} для нейтрино з енергією понад 19,3 МеВ, що на той час вже могло виключити деякі моделі дифузного нейтринного фону від наднових. Після вдосконалення детектора нове обмеження склало {\displaystyle 2.9{\bar {\nu _{e}}}\,\mathrm {cm} ^{-2}\,\mathrm {s} ^{-1}} для нейтрино при енергіях понад 17,3 МеВ. У 2021 році на основі вимірювань Супер-Каміоканде до 2018 року обмеження було посилено до {\displaystyle 2.7{\bar {\nu _{e}}}\,\mathrm {cm} ^{-2}\,\mathrm {s} ^{-1}} з імовірністю 90 %.
У 2020 році детектор Супер-Каміоканде було вдосконалено за допомогою гадолінію, щоб краще ідентифікувати нейтронні взаємодії та зменшити фоновий сигнал через реакції сколювання. Це дозволить досліджувати дифузний нейтринний фон від наднових на нижчих енергетичних порогах, можливо, на рівні 11,5 МеВ, перш ніж фон знову почне домінувати в сигналі.

### Гіпер-Каміоканде
У 2021 році обсерваторія Каміока почала будівництво черенковського детектора наступного покоління, відомого як Гіпер-Каміоканде. Цей новий детектор міститиме 266 кілотонн води — значно більше, ніж його попередник, Супер-Каміоканде. Це може дозволити виміряти дифузний нейтринний фон від наднових з набагато більшою точністю та нижчим фоновим шумом. Гіпер-Каміоканде має почати збирати дані близько 2027 року.

### KamLAND
Ще один прилад обсерваторії Каміока — детектор KamLAND, призначений для виявлення електронних антинейтрино за допомогою великого рідкого сцинтилятора. Взаємодії, виміряні детектором, є зворотними бета-розпадами. Це взаємодія антинейтрино з протоном, в результаті якої утворюються нейтрон і позитрон, які випромінюють сцинтиляційне світло, яке потім можна виміряти за допомогою масиву фотоелектронних помножувачів навколо рідкого сцинтилятора і таким чином визначити енергію вхідного антинейтрино.
У 2021 році колаборація опублікувала результати своїх даних із виявлення кількох електронних антинейтрино. Виявлення коливаються в діапазоні енергій антинейтрино 8,3–30,8 МеВ, що призвело до встановлення найсуворіших обмежень на потік антинейтрино в дифузному нейтринному фоні від наднових в діапазоні енергій від 8,3 до 13,3 МеВ. У таблиці нижче показано зведені в таблицю результати команди KamLAND.
| Енергія {\displaystyle {\bar {\nu }}_{e}} | Верхня границя потоку з імовірністю 90 % |
| ----------------------------------------- | ---------------------------------------- |
| (MeV)                                     | ( 1/ cm² s MeV )                         |
| 8.3–9.3                                   | 98.1                                     |
| 9.3–10.3                                  | 9.5                                      |
| 10.3–11.3                                 | 23.8                                     |
| 11.3–12.3                                 | 11.2                                     |
| 12.3–13.3                                 | 19.8                                     |

### SNO
Нейтринна обсерваторія Садбері (Sudbury Neutrino Observatory, SNO) — обсерваторія в Канаді, яка використовує важку воду для спостереження сонячних нейтрино та вивчення нейтринних осциляцій. Зібрані нейтринною обсерваторією дані дозволили в 2006 році встановити верхню межу потоку дифузного нейтринного фону від наднових {\displaystyle 2.7{\bar {\nu _{e}}}\,\mathrm {cm} ^{-2}\,\mathrm {s} ^{-1}} для енергій нейтрино між 22,9 і 36,9 МеВ.

### Borexino
Borexino — це рідкий сцинтиляційний детектор у Національній лабораторії Гран-Сассо в Італії, який зосереджується на виявленні сонячних нейтрино, зокрема тих, які утворюються в результаті розпаду 7Be із захопленням електронів. Хоча це не є основною метою експерименту, детектор може точно спостерігати нейтрино від наднових з колапсом ядра, дозволяючи встановити обмеження на потік дифузного нейтринного фону від наднових — {\displaystyle 2.6\times 10^{3}{\bar {\nu _{e}}}\,\mathrm {cm} ^{-2}\,\mathrm {s} ^{-1}} для діапазону енергії нейтрино від 2,8 до 16,8 МеВ, а також {\displaystyle 112.3{\bar {\nu _{e}}}\,\mathrm {cm} ^{-2}\,\mathrm {s} ^{-1}} для вужчого діапазону від 7,8 до 16,8 МеВ.